# Tiquisate
Tiquisate é uma cidade da Guatemala do departamento de Escuintla.